# 데자뷰 폰트

데자뷰 폰트(DejaVu fonts)는 유니코드 범용 문자 집합의 광범위한 적용 범위를 위해 설계된 글꼴의 슈퍼패밀리이다. 이 글꼴은 비트스트림 베라(Bitstream Vera, 산세리프) 및 비트스트림 차터(Bitstream Charter, 세리프)에서 파생되었으며, 비트스트림이 이를 기반으로 파생 작업을 허용하는 자유 라이선스에 따라 출시한 두 글꼴이다. 베라 및 차터 제품군은 주로 ISO/IEC 8859-15와 거의 동일한 유니코드의 로마자 기본(Basic Latin) 및 라틴-1 서플먼트(Latin-1 Supplement) 부분의 문자로 제한되었으며 비트스트림의 라이선스 조건은 명시적인 승인 없이 글꼴을 확장할 수 있도록 허용했다. 데자뷰 폰트 프로젝트는 "공동 개발 과정을 통해 원래의 모양과 느낌을 유지하면서 ... 더 넓은 범위의 문자를 제공"하는 것을 목표로 시작되었다. 글꼴 개발은 많은 기여자들에 의해 이루어지며 위키와 메일링 리스트를 통해 구성된다.
데자뷰 폰트 프로젝트는 스테판 로(Štěpán Roh)에 의해 시작되었다. 시간이 지나면서 비트스트림 베라 서체를 확장하기 위해 존재했던 다른 여러 프로젝트도 흡수되었다. 이러한 프로젝트에는 Olwen Font Family, Bepa, Arev Fonts(부분적으로만) 및 수세 리눅스 표준 글꼴이 포함된다. 전체 프로젝트에는 수정된 배포판의 이름 지정을 제한하고 서체의 개별 판매를 금지하는 확장된 MIT 라이선스인 비트스트림 베라 라이선스가 포함되어 있다. 단, 더 큰 상용 소프트웨어 패키지에 포함될 수는 있다(이 용어는 이후 오픈 폰트 라이선스에서도 볼 수 있음). 데자뷰 폰트의 변경 사항이 원본 비트스트림 베라 및 차터 글꼴과 분리될 수 있는 정도까지 이러한 변경 사항은 퍼블릭 도메인에 양도되었다.

## 같이 보기
- 글꼴 목록
- 오픈 소스 유니코드 서체